# BAFTA al millor guió britànic
El BAFTA al millor guió britànic (BAFTA Award for Best British Screenplay) és un dels premis BAFTA que va atorgar la British Academy of Film and Television Arts (BAFTA) en una cerimònia anual entre el 1955 i el 1968, en reconeixement del millor guió cinematogràfic.

## Guanyadors i nominats
Els anys indicats són aquells en què es va celebrar la cerimònia, que té lloc l'any següent de l'estrena de les pel·lícules en qüestió.

### Dècada del 1950
| Any  | Pel·lícula                                                     | Nominat(s)                                  |
| ---- | -------------------------------------------------------------- | ------------------------------------------- |
| 1955 | The Young Lovers                                               | George Tabori, Robin Estridge               |
| 1955 | The Divided Heart                                              | Jack Whittingham                            |
| 1955 | Un metge a la Marina (Doctor in the House)                     | Nicholas Phipps                             |
| 1955 | Hobson's Choice                                                | David Lean, Norman Spencer i Wynyard Browne |
| 1955 | The Maggie                                                     | William Rose                                |
| 1955 | Monsieur Ripois                                                | Hugh Mills i René Clément                   |
| 1955 | La plana encesa (The Purple Plain)                             | Eric Ambler                                 |
| 1955 | Romeo and Juliet                                               | Renato Castellani                           |
| 1956 | El quintet de la mort (The Ladykillers)                        | William Rose                                |
| 1956 | The Constant Husband                                           | Sidney Gilliat i Val Valentine              |
| 1956 | The Dam Busters                                                | R. C. Sherriff                              |
| 1956 | The Deep Blue Sea                                              | Terence Rattigan                            |
| 1956 | Doctor at Sea                                                  | Nicholas Phipps i Jack Davies               |
| 1956 | The Night My Number Came Up                                    | R. C. Sherriff                              |
| 1956 | The Prisoner                                                   | Bridget Boland                              |
| 1956 | Touch and Go                                                   | William Rose                                |
| 1957 | The Man Who Never Was                                          | Nigel Balchin                               |
| 1957 | La batalla del Riu de la Plata (The Battle of the River Plate) | Michael Powell i Emeric Pressburger         |
| 1957 | The Green Man                                                  | Sidney Gilliat i Frank Launder              |
| 1957 | Private's Progress                                             | Frank Harvey i John Boulting                |
| 1957 | Reach for the Sky                                              | Lewis Gilbert                               |
| 1957 | Smiley                                                         | Moore Raymond i Anthony Kimmins             |
| 1957 | Three Men in a Boat                                            | Hubert Gregg i Vernon Harris                |
| 1957 | A Town Like Alice                                              | W. P. Lipscomb i Richard Mason              |
| 1957 | Yield to the Night                                             | John Cresswell i Joan Henry                 |
| 1958 | El pont del riu Kwai (The Bridge on the River Kwai)            | Pierre Boulle                               |
| 1958 | Anastàsia (Anastasia)                                          | Arthur Laurents                             |
| 1958 | The Birthday Present                                           | Jack Whittingham                            |
| 1958 | Ruta infernal (Hell Drivers)                                   | John Kruse i Cy Endfield                    |
| 1958 | The Man in the Sky                                             | William Rose i John Eldridge                |
| 1958 | El príncep i la corista (The Prince and the Showgirl)          | Terence Rattigan                            |
| 1958 | The Smallest Show on Earth                                     | William Rose i John Eldridge                |
| 1958 | La història d'Esther Costello (The Story of Esther Costello)   | Charles Kaufman                             |
| 1958 | Windom's Way                                                   | Jill Craigie                                |
| 1958 | Woman in a Dressing Gown                                       | Ted Willis                                  |
| 1959 | Orders to Kill                                                 | Paul Dehn                                   |
| 1959 | Bonjour tristesse                                              | Arthur Laurents                             |
| 1959 | A Cry from the Streets                                         | Vernon Harris                               |
| 1959 | Ice Cold in Alex                                               | T. J. Morrison                              |
| 1959 | Indiscreet                                                     | Norman Krasna                               |
| 1959 | The Inn of the Sixth Happiness                                 | Isobel Lennart                              |
| 1959 | La clau (The Key)                                              | Carl Foreman                                |
| 1959 | The Man Upstairs                                               | Alun Falconer                               |
| 1959 | L'última nit del Titanic (A Night to Remember)                 | Eric Ambler                                 |
| 1959 | Violent Playground                                             | James Kennaway                              |

### Dècada del 1960
| Any  | Pel·lícula                                                                                | Nominat(s)                                     |
| ---- | ----------------------------------------------------------------------------------------- | ---------------------------------------------- |
| 1960 | I'm All Right Jack                                                                        | Frank Harvey, John Boulting i Alan Hackney     |
| 1960 | Blind Date                                                                                | Ben Barzman i Millard Lampell                  |
| 1960 | Expresso Bongo                                                                            | Wolf Mankowitz                                 |
| 1960 | The Horse's Mouth                                                                         | Alec Guinness                                  |
| 1960 | Look Back in Anger                                                                        | Nigel Kneale                                   |
| 1960 | No Trees in the Street                                                                    | Ted Willis                                     |
| 1960 | L'Índia en flames (North West Frontier)                                                   | Robin Estridge                                 |
| 1960 | Sapphire                                                                                  | Janet Green                                    |
| 1960 | La badia del tigre (Tiger Bay)                                                            | John Hawkesworth i Shelley Smith               |
| 1961 | The Angry Silence                                                                         | Bryan Forbes                                   |
| 1961 | The Day They Robbed the Bank of England                                                   | Howard Clewes                                  |
| 1961 | The Entertainer                                                                           | John Osborne i Nigel Kneale                    |
| 1961 | Hell Is a City                                                                            | Val Guest                                      |
| 1961 | Objectiu: Banc d'Anglaterra (The League of Gentlemen)                                     | Bryan Forbes                                   |
| 1961 | The Millionairess                                                                         | Wolf Mankowitz                                 |
| 1961 | Saturday Night and Sunday Morning                                                         | Alan Sillitoe                                  |
| 1961 | A Touch of Larceny                                                                        | Roger MacDougall, Guy Hamilton i Ivan Foxwell  |
| 1961 | The Trials of Oscar Wilde                                                                 | Ken Hughes                                     |
| 1961 | Tunes of Glory                                                                            | James Kennaway                                 |
| 1962 | The Day the Earth Caught Fire                                                             | Wolf Mankowitz i Val Guest                     |
| 1962 | A Taste of Honey                                                                          | Shelagh Delaney i Tony Richardson              |
| 1962 | Flame in the Streets                                                                      | Ted Willis                                     |
| 1962 | Els canons de Navarone (The Guns of Navarone)                                             | Carl Foreman                                   |
| 1962 | La víctima (Victim)                                                                       | Janet Green i John McCormick                   |
| 1962 | Whistle Down the Wind                                                                     | Keith Waterhouse i Willis Hall                 |
| 1963 | Lawrence d'Aràbia (Lawrence of Arabia)                                                    | Robert Bolt                                    |
| 1963 | La fragata infernal (Billy Budd)                                                          | Peter Ustinov i DeWitt Bodeen                  |
| 1963 | A Kind of Loving                                                                          | Willis Hall i Keith Waterhouse                 |
| 1963 | Only Two Can Play                                                                         | Bryan Forbes                                   |
| 1963 | Tiara Tahiti                                                                              | Geoffrey Cotterell i Ivan Foxwell              |
| 1963 | El millor amant del món (Waltz of the Toreadors)                                          | Wolf Mankowitz                                 |
| 1964 | Tom Jones                                                                                 | John Osborne                                   |
| 1964 | Billy Liar                                                                                | Keith Waterhouse i Willis Hall                 |
| 1964 | El servent (The Servant)                                                                  | Harold Pinter                                  |
| 1964 | This Sporting Life                                                                        | David Storey                                   |
| 1965 | The Pumpkin Eater                                                                         | Harold Pinter                                  |
| 1965 | Becket                                                                                    | Edward Anhalt                                  |
| 1965 | Doctor Strangelove (Dr. Strangelove or: How I Learned to Stop Worrying and Love the Bomb) | Stanley Kubrick, Peter George i Terry Southern |
| 1965 | Séance on a Wet Afternoon                                                                 | Bryan Forbes                                   |
| 1966 | Darling                                                                                   | Frederic Raphael                               |
| 1966 | The Hill                                                                                  | Ray Rigby                                      |
| 1966 | L'expedient Ipcress (The Ipcress File)                                                    | Bill Canaway i James Doran                     |
| 1966 | El knack (The Knack ...and How to Get It)                                                 | Charles Wood                                   |
| 1967 | Morgan – A Suitable Case for Treatment                                                    | David Mercer                                   |
| 1967 | Alfie                                                                                     | Bill Naughton                                  |
| 1967 | It Happened Here                                                                          | Kevin Brownlow i Andrew Mollo                  |
| 1967 | The Quiller Memorandum                                                                    | Harold Pinter                                  |
| 1968 | Un home per a l'eternitat (A Man for All Seasons)                                         | Robert Bolt                                    |
| 1968 | Accident                                                                                  | Harold Pinter                                  |
| 1968 | The Deadly Affair                                                                         | Paul Dehn                                      |
| 1968 | Dos a la carretera (Two for the Road)                                                     | Frederic Raphael                               |